# 多賀村 (愛媛県)
多賀村（たがむら）は、愛媛県周桑郡にあった村。現在の西条市の北西部、予讃線・壬生川駅の周辺にあたる。

## 地理
- 海洋 ： 燧灘
- 河川 ： 崩口川、大曲川

## 歴史
- 1889年（明治22年）12月15日 - 町村制の施行により、周敷郡北条村・三津屋村の各大部分および周布村の一部の区域をもって発足。
- 1897年（明治30年）4月1日 - 所属郡が周桑郡に変更。
- 1940年（昭和15年）10月1日 - 壬生川町と合併し、改めて壬生川町が発足。同日多賀村廃止。

## 交通

### 鉄道路線
- 鉄道省
  - 予讃本線（現・予讃線）
    - 壬生川駅